# مرقئة حولية
مرقئة حولية (الاسم العلمي: Sanguisorba annua) هي نوع من النباتات يتبع جنس المرقئة من الفصيلة الوردية.